# Златна капија на Криму
Златна капија (рус. Золотые Ворота; укр. Золоті Ворота; кт. Altın Qapı, Алтын Къапы) је лучна обална стена у близини вулканског масива Кара-Даг на Криму, на обали Црног мора. 

## Карактеристике
Раније се стена звала Шејтан-Капу (кт. Şeytan Qapu — „ђавоља капија”). Веровало се да се негде тамо, међу стенама, налази улаз у подземни свет. Током постојања СССР-а, стена се звала Карадаг капија (рус. Карадагские Ворота).
Величина стене је мала: висина изнад мора — 8 метара, ширина — 6 метара. Верује се да је песник Александар Пушкин први приказао ову стену, на маргинама свог романа Евгеније Оњегин.
Савремени назив је повезан са бојом стене: прекривен је жутим лишајевима, поред тога, сунчеви зраци при заласку сунца дају јој додатну црвену нијансу.
Према предању, пролазак кроз лук Златне капије на малом чамцу обећава испуњење најтајније жеље. Дно крај стене је посуто новчићима које бацају туристи. То је најпознатија локална традиција, бацање новчића у морске воде, али пре тога мора се додирнути стена и да се гласно зазвони.
Златна капија Кара-Дага је најпознатија стена древног вулкана, његова највећа атракција и симбол. Живописна стена је веома посећена туристичка дестинација. Најближе насеље је село Курортноје, део градског округа Феодосије.